# Papiro Tulli
Il Papiro Tulli è un documento apocrifo in forma di antico papiro scritto in ieratico rinvenuto nel 1934 in Egitto, che conterrebbe la descrizione di strani avvistamenti di luci e oggetti nel cielo. Dopo essere stato per decenni citato come un oggetto "misterioso" e "fuori della propria epoca", nel 2006, in seguito ad un'analisi da parte di appassionati e studiosi di una comunità online, si è definitivamente appurato essere un falso composto da frasi tratte dalla Egyptian Grammar di Alan Gardiner, una nota grammatica della lingua egizia.

## Storia
La storia del papiro Tulli comincia nel 1934, quando sarebbe stato rinvenuto al Cairo sulla bancarella di un antiquario di nome Phokion J. Tanos da parte di Alberto Tulli, allora direttore del Pontificio Museo Egizio del Vaticano. Tulli era una persona dotata di buona cultura e con una conoscenza approfondita dell'egittologia, e credette di riconoscere nel papiro un prezioso documento. Tulli non poté acquistarlo per via dell'alto prezzo richiesto, ma ottenne di poterlo copiare per analizzarlo meglio ed eventualmente concludere l'acquisto.
Il testo era scritto in ieratico, per cui fu trascritto in geroglifici per renderne più agevole la lettura: partecipò all'operazione l'abate Étienne Drioton, direttore del Museo egizio del Cairo. Il papiro risultò essere la descrizione di un avvistamento di oggetti misteriosi nel cielo di cui fu testimone il faraone Thutmosis III, ma molte parti del testo, spesso in concomitanza con punti cruciali della narrazione, erano danneggiate o mancanti in modo talmente sistematico da far sorgere il sospetto che fossero omissioni intenzionali. Il testo rimase negli archivi di Alberto Tulli fino alla morte dello studioso, quando venne reso pubblico dal fratello, monsignor Augusto Tulli. Il documento probabilmente entrò in possesso del Vaticano, anche se non risulta ufficialmente donato.
Fin qui la storia come viene raccontata in tante pubblicazioni di carattere ufologico. I dati di fatto verificabili sono però scarsissimi e lo stesso papiro non risulta essere reperibile in alcun archivio pubblico o privato. La prima testimonianza sull'esistenza del papiro è un articolo intitolato Forteana c.a 1500 b.C., pubblicato dalla rivista britannica di studi fortiani Doubt nel 1953. Il principe Boris de Rachewiltz, egittologo e appassionato di esoterismo, scrive che la sua è la prima traduzione di questo papiro originale del Nuovo Regno, da lui trovato tra i documenti del defunto prof. Alberto Tulli, e aggiunge di aver personalmente curato la trascrizione dallo ieratico in geroglifici e la relativa numerazione progressiva di questo documento facente parte degli Annali di Tuthmosis III, che avrebbe regnato dal 1504 al 1450 a.C. Nell'articolo si trova anche una illustrazione del papiro, quella che poi verrà costantemente riprodotta in ogni pubblicazione successiva.
In questa primissima versione della storia non si fa alcun cenno alle difficoltà incontrate nell'acquisto, ad una copia effettuata per poter analizzare il documento ritenuto troppo costoso e a tanti altri particolari che nel corso degli anni andranno ad arricchire il racconto. Al contrario, de Rachewiltz dice di aver esaminato un papiro originale in pessime condizioni, mancante dell'inizio e della fine, nonché sbiadito. Il mondo dell'ufologia si appropriò subito della storia, tanto che venne poi ripresa da H. T. Wilkins in Flying Saucer Uncensored nel 1956, per poi diffondersi grazie ad altre pubblicazioni del settore.
La notizia arrivò in Italia nel 1963 per mezzo di Solas Boncompagni, un clipeologo (studioso degli UFO nell'antichità) che pubblicò sulla rivista Clypeus una diversa traduzione annotata del testo in italiano. In questa versione della storia troviamo il particolare del mancato acquisto del papiro originale, che sarebbe stato semplicemente ricopiato dal professor Tulli. Boncompagni scriverà poi in un articolo del 1995 che nella sua nuova traduzione aveva "cercato di interpretare anche le molte lacune dovute a cancellature che figuravano nella traduzione stessa".
Il testo rimase noto soprattutto negli ambienti ufologici, che lo accettarono in modo acritico e lo usarono a più riprese per "provare" presunti contatti con entità aliene in epoche remote o per ipotizzare cadute di corpi celesti.
Altri studiosi, tra cui Renato Vesco, videro invece nel documento una cronaca dell'esplosione di Santorini, se non una metafora per un periodo di turbolenze sociali. Gianfranco Nolli, direttore della sezione egizia dei Musei Vaticani, bollò il documento come falso, dubitando della preparazione del suo predecessore.

## Le recenti analisi
Il testo del papiro venne sottoposto nell'aprile 2006 ad analisi da parte di appassionati e di studiosi: tramite una comunità online italiana (egittologia.net) si cominciò a studiare il "caso" partendo dalla traduzione del testo ex novo, traendolo dall'immagine pubblicata da de Rachewiltz. Durante la traduzione, Franco Brussino, esperto di egittologia, notò la similarità tra alcuni passi del papiro e delle frasi provenienti da testi noti. La ricerca bibliografica portò a ritrovare le medesime frasi del papiro incriminato in un testo fondamentale sulla lingua egizia, l'Egyptian Grammar di sir Alan H. Gardiner, pubblicato nel 1927 e quindi antecedente la scoperta del papiro.
Il testo fasullo sarebbe stato composto copiando dalla Grammar singole frasi appartenenti a nove diversi papiri e le lacune sarebbero state solo un modo per congiungere passi tra loro non correlati, in modo da mantenere allo stesso tempo maggiore coerenza interna ed un alone di mistero. A conferma della posteriorità del papiro rispetto al testo di studio, due errori di trascrizione presenti nelle prime edizioni del volume del Gardiner sono presenti anche nel documento. Il papiro è dunque risultato essere una complessa ed ottimamente realizzata burla, se non addirittura una truffa, tanto sofisticata da essere sopravvissuta per settant'anni e da aver giocato anche esperti del settore, nonché ufologi improvvisatisi esperti di egittologia.
È interessante notare che già nell'articolo di De Rachewiltz su Doubt compare un indizio che può far supporre che proprio il principe possa essere stato l'autore della burla: subito dopo la traduzione del papiro, infatti, De Rachewiltz cita proprio Gardiner, l'autore della Egyptian Grammar dalla quale sono state estratte le frasi usate per comporre il falso racconto. Oltre a questa truffa/burla iniziale, negli ultimi decenni sono state realizzate e pubblicate nuove versioni sia del ritrovamento (che si arricchiscono di particolari sempre più romanzeschi) che della trascrizione, evidentemente falsate e realizzate da mano impreparata, con lo scopo specifico di colmare le lacune tra quanto riportato nel papiro e le varie versioni "misteriose".